# Andreas Baumann (Künstler, 1962)
Andreas Baumann (* 1962 in Bern) ist ein Schweizer Konzeptkünstler, der seit 1984 in Wien lebt.

## Leben und Werk
Andreas Baumann ist ausgebildeter Volksschullehrer. Als Autodidakt wurde er Werbetexter und anschließend Künstler. Von 1989 bis 1993 arbeitete er zusammen mit Eva Wohlgemuth, mit der er 1997 auf der documenta X in Kassel ausstellte. Die Arbeit des Künstlerduos lässt ein geistiges Netzwerk von Objekten entstehen, die geografisch an ausgesuchten Orten untergebracht sind. 
Realisiert wurden:
- System I: Around Vienna, eine konzeptuelle „Lokalisierungsskulptur“
- System II: A house, A wood, A Lake, A Mountain and A Tunnel in Switzerland. Fünf Tafeln, die für eine Vorstellung von Heimat repräsentativ sind
- System IV: Moving Plates, wo neun Tafeln aus Titan die Idee einer kinetischen, globalen Skulptur entfalten, da sie auf mobilem Untergrund platziert sind (Auto, Zug, Gletscher, Baum, Aufzug, Satellit, Mühle, Unterseeboot und Schiff)
- System V: Red means Yellow, Yellow means Red, zwei Tafeln, die an sich exakt gegenüberliegenden Orten der Erde angebracht sind, von denen der eine auf den Osterinseln im Pazifik und der andere in der Wüste Thar in Indien liegt.[2]

Fotoarbeiten von Baumann aus der Sammlung der Kulturabteilung der Stadt Wien (Museum auf Abruf) wurden 2004 in der Ausstellung Bilder von Wienern im Martin-Gropius-Bau gezeigt. Andreas Baumann arbeitet seit 2007 als Verkäufer von Versicherungen.